# Sascha Panknin
Sascha Panknin (* 19. März 1967 in Hamburg) ist ein deutscher Musikproduzent und Musiker.

## Biografie
Nach verschiedenen Engagements als Bassist bei Schlagzeuger McCoy (später S.U.N. Project), war Sascha Panknin 1991 Mitgründer der Hamburger
Acid Jazz und Jazzfunk  Band DisJam.
Die sechsköpfige Formation machte sich durch Club-Konzerte und die Veröffentlichung ihres Debütalbums auf Yo Mama  Records (1994) einen Namen in Deutschland, der Schweiz und Österreich und wurde daraufhin Mitte der 1990er Jahre als Begleitband von Die Fantastischen Vier engagiert. DisJam tourten häufig mit Die Fantastischen Vier und erscheinen auf deren Alben Lauschgift und Live und direkt.
1999 gründete Sascha Panknin das Musiklabel 5000 Records und arbeitet seit 2000 in Hamburg und London.

## Diskographie (Auszüge)

### Als Musiker
- TGFA, „Summer Sun“, 5000 Records, 2012
- Brazil 5000, „Vol.1“, 5000 Records, 2002
- Fettes Brot, „Fettes Brot Lässt Grüssen“, Intercord, 1998
- Die Fantastischen Vier,  „Live und direkt“, Sony Music Entertainment, 1996
- Fettes Brot, „Nordisch By Nature“, Alternation, 1995
- Die Fantastischen Vier, „Lauschgift“, Sony Music Entertainment, 1995
- DisJam, „disJam“, Instinct Records, 1995
- Fettes Brot, „Definition Von Fett“, Alternation, 1994
- DisJam, „When It’s Cold“ EP, Yo Mama Records, 1994
- DisJam, „Phuturing the Poetry of Lemn Sissay“, Yo Mama Records, 1994

### Als Produzent
- Kobi Glas, „Mundo Inteiro“, 5000 Records, 2013
- TGFA, „Summer Sun“, 5000 Records, 2012
- TGFA, „I Take What I Like“, 5000 Records, 2011
- TGFA, „White Key“, 5000 Records, 2011
- James Wig Simmins, „Musicke of Division“, 5000 Records, 2011
- TGFA, „I Feel Love“, 5000 Records, 2010
- Brazil 5000, „Vol.6“, 5000 Records, 2010
- Monosolar, „Amigo“, 5000 Records, 2010
- Hard Rain London, „Diamonds“, Innocence Records, 2010
- TGFA „Earrational“, 5000 Records, 2009
- Brazil 5000, „Vol.5“, 5000 Records, 2007
- James Newton Adams, „Core“, 5000 Records, 2007
- Brazil 5000, „Vol.4“, 5000 Records, 2005
- Brazil 5000, „Vol.3“, 5000 Records, 2004
- James Adams, „Comeback Crazy“, 5000 Records, 2004
- Brazil 5000, „Vol.2“, 5000 Records, 2003
- Brazil 5000, „Vol.1“, Shadow Records, 2002
- Brazil 5000, „Vol.1“, 5000 Records, 2002
- James Adams, „Stripdown“, 5000 Records, 2001
- Honolulu Playboys, „Between Drinks“, 5000 Records, 2001
- Dr. Robert, „A Single, Summer“, 5000 Records, 2001
- Superpulse, „Rhythm Motion Picture“, 5000 Records, 2000
- DisJam, „Hybrid Honey“, Shadow Records, 2000
- DisJam, „Completely Happy With It“ EP, 5000 Records, 1999
- DisJam, „Hybrid Honey“, 5000 Records, 1999
- DisJam, „Return of the Manchurian Candidate“, Shadow Records, 1998
- DisJam, „Money“, Yo Mama Records, 1997

## Auszeichnungen
- 1996: Comet mit Die Fantastischen Vier in der Kategorie Live Act